# Церковь Покрова Пресвятой Богородицы (Сосновка)
Церковь Покрова Пресвятой Богородицы — православный храм в селе Сосновка городского округа Озёры Московской области.

## История
На западной окраине нынешнего села Сосновка с конца ХVI века находился Покровский мужской монастырь, который за время своего существования неоднократно разорялся. Во время Смуты, предположительно в 1612 году, он был разграблен и сожжён казачьим атаманом Иваном Мартыновичем Заруцким. Мог сжечь эту обитель и атаман Лисовский после того, как разорил Коломну, а также гетман Сагайдачный с отрядом запорожских казаков шедший к королевичу Владиславу в Можайск в 1618 году, форсировав Оку у устья Осетра, перед этим разгромив отряд Коломенского воеводы. В июле 2000 года при проведении земляных работ неподалёку от здания бывшей сельской администрации были обнаружены останки людей, захороненных на пепелище бывшего монастыря. По сопутствующим находкам (керамика, личные предметы, фрагменты одежды и другое) было установлено, что это — захоронение монахов, предположительно датируемое XVII веком. По инициативе местной православной общины 16 июля 2000 года 11 останков монахов при большом стечении народа были с почестями погребены рядом с алтарной частью Покровской церкви, и на месте погребения был установлен памятный крест.

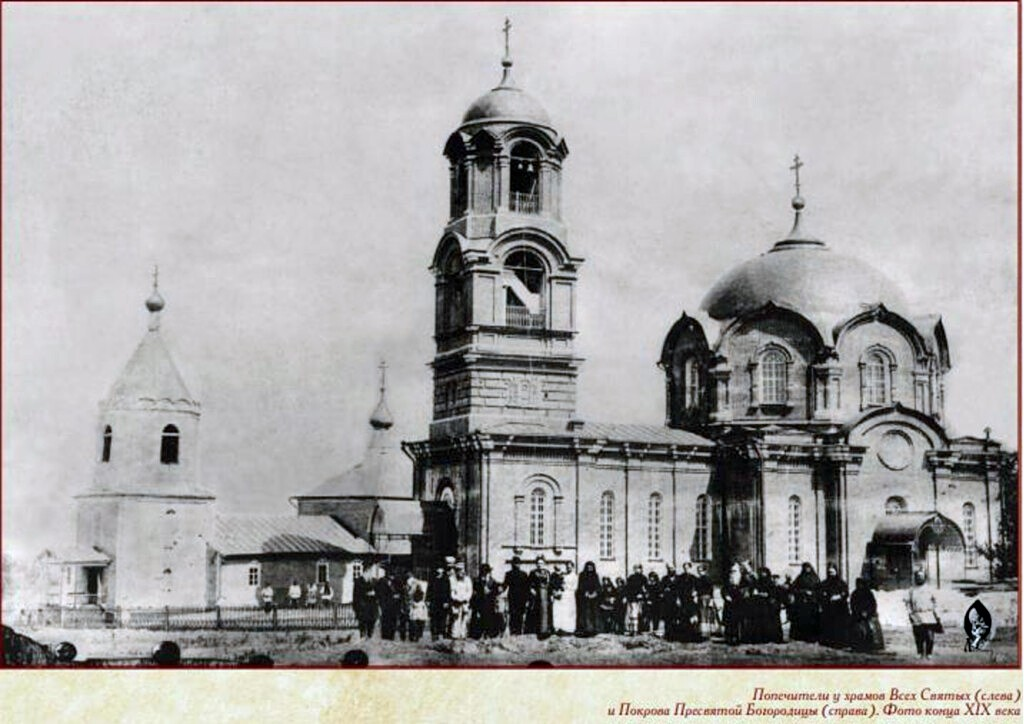
Всехсвятский и Покровский храмы до революции

Отстроенный монастырь просуществовал до 1679 года, до момента, когда сгорел вместе со всеми постройками дотла и более не восстанавливался. В 1784 году на месте сгоревшей обители была построена деревянная Покровская церковь. В 1884 году рядом с деревянной церковью началось строительство новой вместительной кирпичной церкви Покрова Пресвятой Богородицы, сохранившейся до наших дней. Известный документ, в котором появляется описание каменной церкви в селе Сосновка — это клировая ведомость 1890 года. Согласно ему, в Сосновке на приходе значатся две церкви: первая старая, деревянная, построенная в 1784 году, а другая «каменная, с таковою же колокольнею, в одной с нею связи, построенная в 1890 году, освященная 8 июля приехавшим для этого архиепископом Феофилактом». Последнее здание этого большого храма было возведено в 1895 году. Две церкви стояли поблизости одна от другой и были обнесены одной каменной оградой. Спустя три года после освящения нового храма в старой церкви случился пожар. После основательного ремонта, произведённого на средства приходского попечительства, устроившего специальный сбор, церковь освятили заново — во имя Всех Святых.
Каменный Покровский храм строился по проекту Александра Фердинандовича Крюгера (в других источниках значится архитектор Флегонт Флегонтович Вознесенский). В 1930-х годах оба храма были закрыты. В советское время здание Покровской церкви было отдано под хозяйственные нужды. После распада СССР, в 1997 году, заброшенное полуразрушенное здание бывшей Покровской церкви было возвращено Русской православной церкви, после чего на средства прихожан началось её восстановление. Купола были покрыты новым оцинкованным железом с выделением чешуйчатого лемеха, полностью покрыта кровля здания, выполнена выборочная вычинка непригодного кирпича, настелен пол, произведены внутренние малярно-штукатурные работы, заново расписан интерьер, поставлен новый иконостас, установлены пластиковые окна, а одним прихожаниным подарены храму новые колокола, которые были установлены на звонницу отремонтированной колокольни. Храм восстанавливали по старым, чудом сохранившимся фотографиям, соблюдая все пропорции и мельчайшие детали. 21 сентября 2017 года в результате пожара Покровскому храму был причинён значительный ущерб — сгорел деревянный пол, а также иконостас, но сами иконы не пострадали. Вскоре Покрова Пресвятой Богородицы был восстановлен и 14 октября 2020 года, в день праздника Покрова Пресвятой Богородицы, митрополит Ювеналий совершил великое освящение храма и возглавил в нём Божественную литургию.
Настоятелем храма является священник Арсений Геннадьевич Писаревский.